# Kawasaki OH-1
El Kawasaki OH-1 Ninja (en japonés: OH-1 ニンジャ) es un helicóptero de reconocimiento militar y ataque ligero fabricado por la compañía japonesa Kawasaki Aerospace Company para la Fuerza Terrestre de Autodefensa de Japón, pensado para reemplazar al OH-6 Cayuse. Es el primer helicóptero desarrollado íntegramente en Japón.

## Diseño y desarrollo

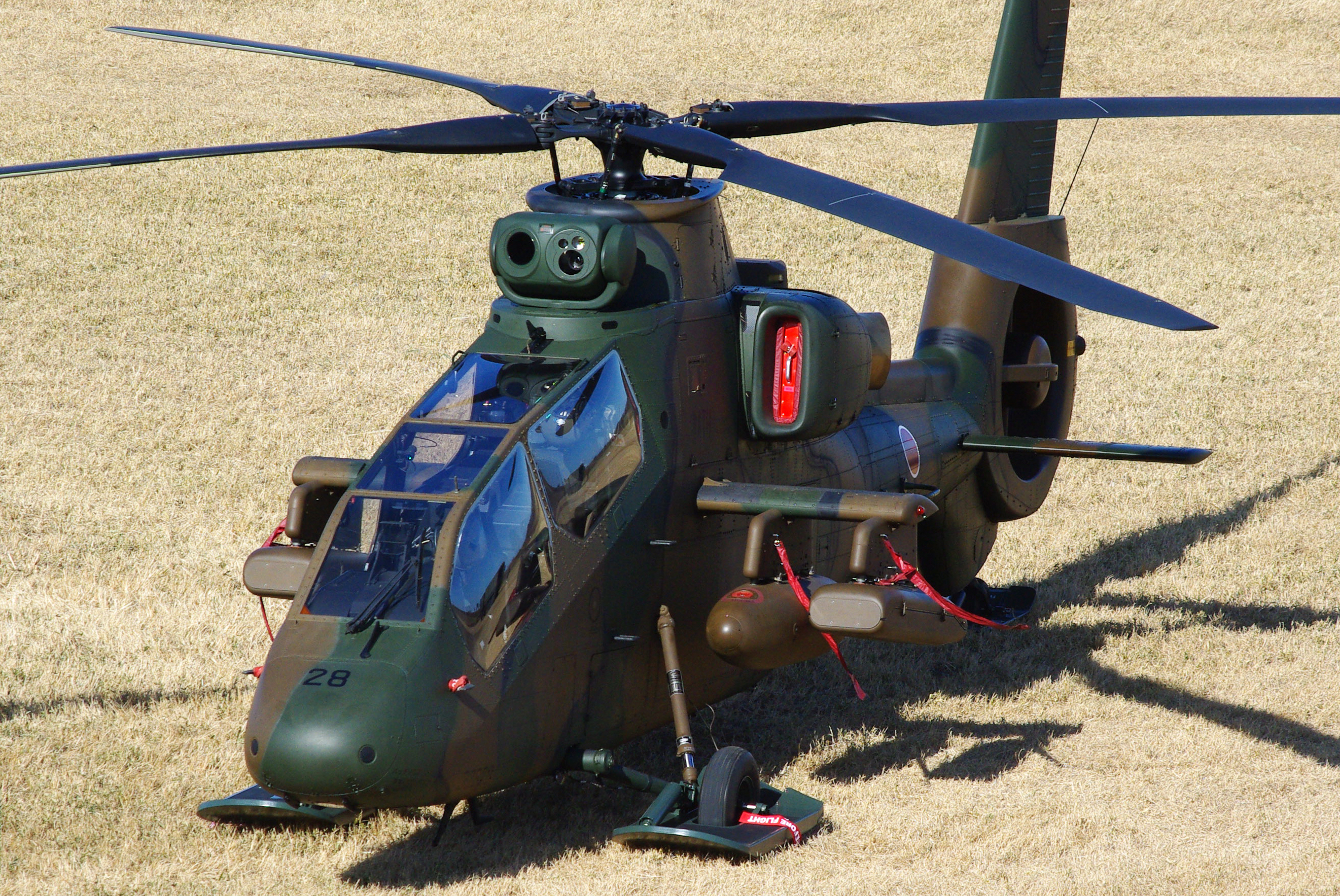
Un JGSDF OH-1, en 2012.

A finales de 1980, la Fuerza Terrestre de Autodefensa de Japón solicitó un desarrollo para un nuevo helicóptero explorador y de observación a fin de reemplazar su licencia de construcción del Kawasaki OH-6D, que se convirtió en el programa de OH-X. Las propuestas que cumplían con el requisito de un OH (helicóptero de observación) fueron presentados por Kawasaki, Fuji y Mitsubishi, con el diseño de Kawasaki seleccionado como el ganador (con Fuji y Mitsubishi sirviendo como subcontratistas), el 18 de septiembre de 1992.
El OH-1 es propulsado por dos motores turboeje Mitsubishi TS1, que mueven un rotor principal compuesto de cuatro palas, con un cubo sin articulaciones, y un rotor de cola de tipo Fenestron. Una torreta con sensor electro-óptico va montada en el techo hacia delante de la cabeza del rotor, que contiene un sensor de infrarrojos hacia adelante, un telémetro láser y una cámara de televisión en color. Cuatro puntos de anclaje están equipados bajo las alas de talón para permitir el transporte de cargas externas, con una capacidad total de 132 kg. Los pilones exteriores puede llevar cuatro misiles guiados AAM Tipo 91, mientras que las torres interiores capaces de transportar tanques de combustible externos para ampliar la autonomía.
El primero de los cuatro prototipos OH-1 (designado XOH-1) realizó su primer vuelo el 6 de agosto de 1996, con los tres restantes colando en marzo de 1997, con la entrega de los cuatro prototipos a la Agencia Japonesa de Defensa para las pruebas de servicio, de junio a agosto de 1997.

## Componentes

### Estructura
| Sistema          | País  | Fabricante                | Notas |
| ---------------- | ----- | ------------------------- | ----- |
| Fuselaje central | Japón | Mitsubishi                |       |
| Cola             | Japón | Fuji Heavy Industries     |       |
| Alas             | Japón | Fuji Heavy Industries     |       |
| Cowling          | Japón | Fuji Heavy Industries     |       |
| Canopy           | Japón | Fuji Heavy Industries     |       |
| Otros            | Japón | Kawasaki Heavy Industries |       |

### Electrónica
| Sistema                                           | País  | Fabricante                | Notas         |
| ------------------------------------------------- | ----- | ------------------------- | ------------- |
| Red de datos                                      |       |                           | MIL-STD-1553B |
| Pantallas multifunción                            | Japón | Yokogawa Electric         |               |
| Pantalla de visualización frontal                 | Japón | Shimadzu                  |               |
| Torreta de reconocimiento y búsqueda de objetivos | Japón | Kawasaki Heavy Industries |               |
| Telémetro láser                                   | Japón | NEC                       |               |
| Cámara de TV color                                | Japón | NEC                       |               |
| FLIR                                              | Japón | Fujitsu                   |               |

### Armamento
| Sistema                 | País  | Fabricante | Notas |
| ----------------------- | ----- | ---------- | ----- |
| Misil aire-aire Tipo 91 | Japón | Toshiba    |       |

### Propulsión
| Sistema | País  | Fabricante | Notas        |
| ------- | ----- | ---------- | ------------ |
| Motor   | Japón | Mitsubishi | 2 × TS1-M-10 |

## Historia operacional
La producción comenzó en 1998, con la Fuerza Terrestre de Autodefensa de Japón inicialmente pensando en comprar entre 150 y 200 OH-X. Eso sería mucho menor que los 297 OH-6D que se solicitaron a KHI en marzo de 1995, e incluso esta meta podría ser presa de las realidades del nuevo presupuesto de defensa en Japón. La contratación ha sido lenta, con sólo unos pocos aparatos comprados cada año (por ejemplo, sólo dos 2 OH-1 fueron comprados en 2004).
El OH-1 está programado para reemplazar la Hughes OH-6A, que permanece en servicio como helicóptero primario en este papel.

## Variantes
- XOH-1: Prototipo.
- OH-1: Helicóptero de reconocimiento.

## Especificaciones (OH-1)
Referencia datos: Aviastar.org, CombatAircraft.com.

### Características generales
- Tripulación: 2 (piloto y observador)
- Longitud: 12 m
- Diámetro rotor principal: 11,6 m (fuselaje); 13,4 m (total)
- Altura: 3,8 m
- Área circular: 105,6 m²
- Peso vacío: 2450 kg
- Peso máximo al despegue: 4000 kg
- Planta motriz: 2× turboeje Mitsubishi TS1-M-10.
  - Potencia: cada uno.

### Rendimiento
- Velocidad máxima operativa (Vno): 278 km/h (173 MPH; 150 kt)
- Velocidad crucero (Vc): 220 km/h (137 MPH; 119 kt)
- Alcance: 540 km (292 nmi; 336 mi)
- Techo de vuelo: 16 000

### Armamento
- Puntos de anclaje: 4 pilones subalares para cargar una combinación de:    
  - Misiles: 4× misiles aire-aire de corto alcance guiados por infrarrojos Toshiba Tipo 91
  - Otros: Depósitos de combustible auxiliares

### Aviónica
- Torreta de sensores con cámaras infrarrojas y designadores/telémetros láser, entre otros elementos, montada en el techo.

### Aeronaves similares
- Bell ARH-70
- RAH-66 Comanche
- AH-1 Cobra
- AH-64 Apache
- CAIC WZ-10
- KAH Korea Attack Helicopter
- Bell AH-1 SuperCobra
- AgustaWestland AW129 Mangusta
- Denel AH-2 Rooivalk
- Eurocopter EC 665 Tigre
- Bell AH-1Z Viper
- HAL Light Combat Helicopter
- / Kamov Ka-50 Black Shark/Kamov Ka-52 Alligator
- / Mil Mi-28 Havoc
- / Mil Mi-24 Hind